# Глебовичи (Львовская область)
Глебовичи (укр. Глібовичі) — село в Бобрской городской общине Львовского района Львовской области Украины.
Население по переписи 2001 года составляло 639 человек. Занимает площадь 2,44 км². Почтовый индекс — 81225. Телефонный код — 3263.

## История
В 1946 году Указом ПВС УССР село Глебовичи Свирские переименовано в Глебовичи.